# Hans Axel von Fersen

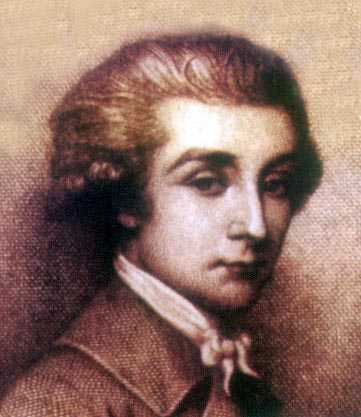
Hans Axel von Fersen

Hans Axel Graf von Fersen (* 4. September 1755 in Stockholm; † 20. Juni 1810 ebenda) war ein schwedischer Staatsmann und ein Favorit der französischen Königin Marie-Antoinette. In Schweden wird er als „Axel von Fersen der Jüngere“ bezeichnet, um ihn von seinem Vater (Axel von Fersen d. Ä.) zu unterscheiden.

## Leben
Hans Axel von Fersen entstammte dem ursprünglich baltischen Adelsgeschlecht Fersen, welches wiederum seine Wurzeln im norddeutschen Raum hatte. Er wurde zu Hause, am Carolinum in Braunschweig und in Turin ausgebildet. 1779 trat er in den französischen Militärdienst ein (im deutschen Fremdenregiment Royal Bavière) und begleitete als Adjutant General Rochambeau nach Amerika. Dort zeichnete er sich während des Unabhängigkeitskrieges mit England aus, besonders bei der Belagerung Yorktowns 1781. 1785 wurde er zum Colonel propriétaire des als „allemand“ bezeichneten Régiment Royal-Suédois ernannt. Der junge Adlige war von Anfang an ein Favorit des französischen Hofes, teils aus Erinnerung an die Hingabe seines Vaters an Frankreich, aber hauptsächlich wegen seiner eigenen Qualitäten. Die Königin Marie-Antoinette war besonders vom Charme, Witz und dem guten Aussehen des le beau Suédois Fersen angetan.
Wäre er nicht von seinem Souverän Gustav III. aufgefordert worden, sich seinem Gefolge anzuschließen, hätte Fersen möglicherweise den größten Teil seines Lebens in Versailles verbracht. Gustav III. hielt sich zu diesem Zeitpunkt in Pisa auf. Er begleitete Gustav III. auf seiner Italienreise und kehrte mit ihm 1784 nach Hause zurück. Als 1788 der Krieg mit Russland ausbrach, begleitete Fersen sein Regiment nach Finnland, aber im Herbst desselben Jahres wurde er nach Frankreich geschickt, wo sich die Französische Revolution bereits ankündigte. Gustav brauchte einen Vertreter, der vollkommen im Vertrauen der französischen Königsfamilie stand und gleichzeitig fähig und verwegen genug war, um ihr in ihrer verzweifelten Notlage zu helfen. Da er das Vertrauen in seinen Botschafter, den Baron de Staël, verloren hatte, entschied er sich für Fersen, der Anfang 1790 seinen Posten einnahm. Noch vor Ende des Jahres musste er erkennen, dass die Lage der französischen Monarchie hoffnungslos war, solange der König und die Königin von Frankreich praktisch Gefangene in ihrer eigenen Hauptstadt seien. In der Flucht nach Varennes nahm er eine führende Rolle ein. Er tat die erforderlichen Geldmittel im letzten Moment auf. Er ordnete im Namen der Baronesse von Korff die Konstruktion der berühmten Kutsche für sechs Personen an und parkte sie auf seinem Hotelhof in der Rue Matignon, damit ganz Paris sich an ihren Anblick gewöhne. Er war der Kutscher des Fiakers, der die Königsfamilie vom Carrousel zur Porte Saint-Martin fuhr. Und er begleitete sie nach Bondy, der ersten Etappe auf ihrer Reise.

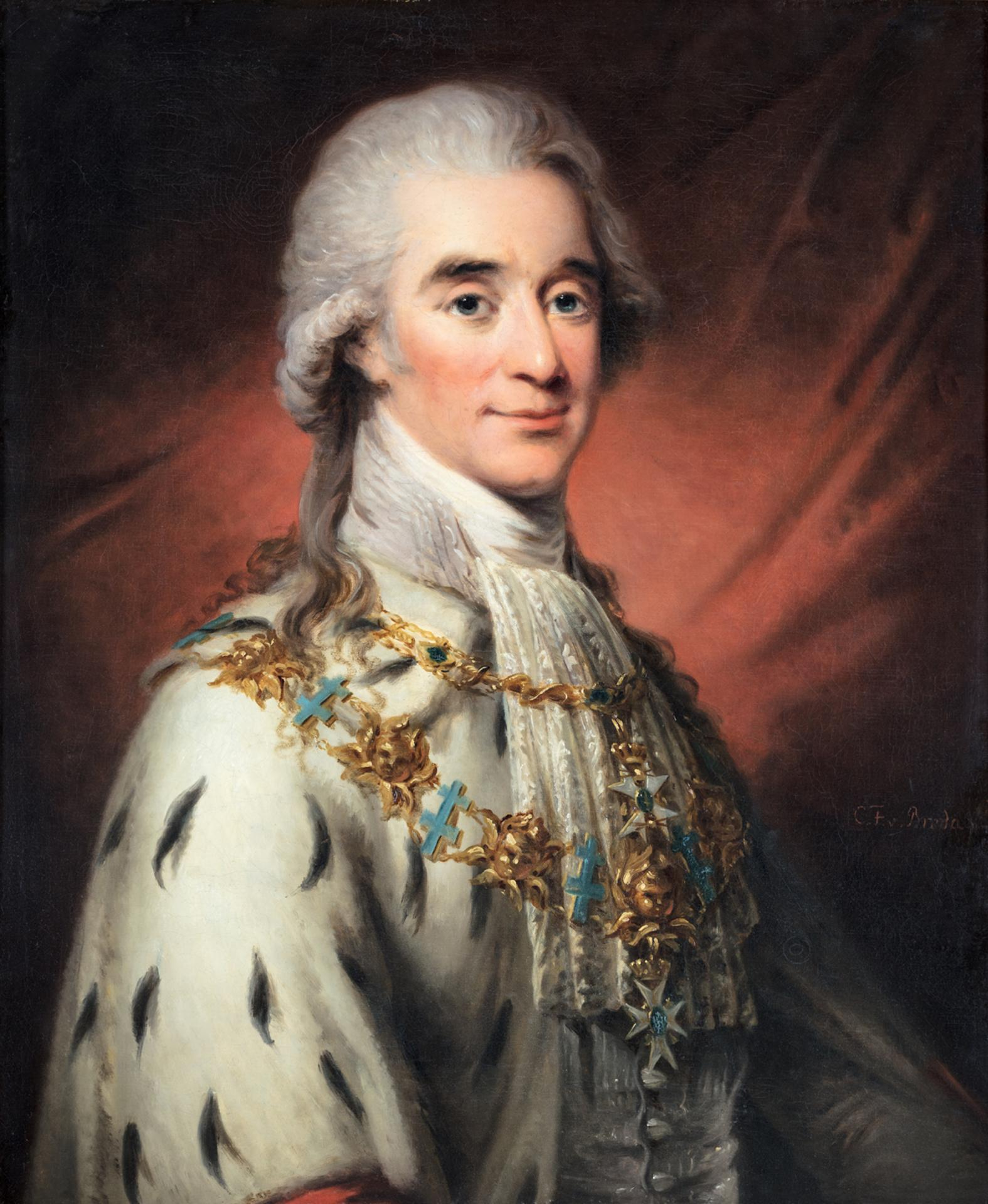
Hans Axel von Fersen

Im August 1791 wurde Fersen nach Wien geschickt, um Kaiser Leopold zu bewegen, eine neue Koalition gegen das revolutionäre Frankreich einzugehen; er kam aber bald zu dem Schluss, dass der österreichische Hof nicht beabsichtigte, irgendetwas zu tun. Auf sein eigenes Ersuchen wurde er nach Brüssel versetzt, wo er der Königin von Frankreich nützlicher sein konnte. Im Februar 1792 begab er sich unter Todesgefahr abermals nach Paris, mit gefälschten Zeugnissen, die ihn als Generalbevollmächtigten Portugals auswiesen. Am 13. kam er an, und am selben Abend gelang es ihm, unbeobachtet mit der Königin zu reden. Am folgenden Tag war er von sechs Uhr abends bis sechs Uhr am nächsten Morgen bei der Königsfamilie und überzeugte sich davon, dass eine zweite Flucht unmöglich war. Am Nachmittag des 21. glückte es ihm ein drittes Mal, die Tuilerien zu besuchen, wo er bis Mitternacht blieb. Mit großen Schwierigkeiten gelangte er am 27. Februar wieder zurück nach Brüssel. Die gefährliche Expedition, ein Zeichen der Loyalität gegenüber der französischen Königin, hatte kein wesentliches Ergebnis. Die französische Monarchie wurde am 21. September 1792 abgeschafft. Ludwig XVI. starb am 21. Januar 1793 und Marie-Antoinette am 16. Oktober 1793 unter der Guillotine.
1797 wurde Fersen als schwedischer Vertreter zum Rastatter Kongress geschickt, aber infolge eines Protestes der französischen Regierung wurde ihm die Teilnahme verweigert.

## Die Zeit nach der Französischen Revolution
Während der Regentschaft des Herzogs von Södermanland (1792–1796) fiel Fersen wie die anderen Favoriten Gustavs in Ungnade. Aber als Gustav IV. 1796 volljährig wurde, wurde er wieder bei Hof willkommen geheißen und in all seine Ämter und Würden wiedereingesetzt. 1801 wurde er zum Riksmarskalk ernannt. Beim Ausbruch des Kriegs gegen Napoleon begleitete Fersen Gustav IV. nach Deutschland, um ihm zu helfen, neue Alliierte zu gewinnen. Er hielt Gustav davon ab, in Preußen als Rache für die Weigerung des preußischen Königs, Frankreich den Krieg zu erklären, einzumarschieren. Während des Rests der Regierungszeit sank sein Einfluss auf den König deutlich, wenn er auch im Allgemeinen ein Mitglied der Regierung war, solange der König abwesend war.

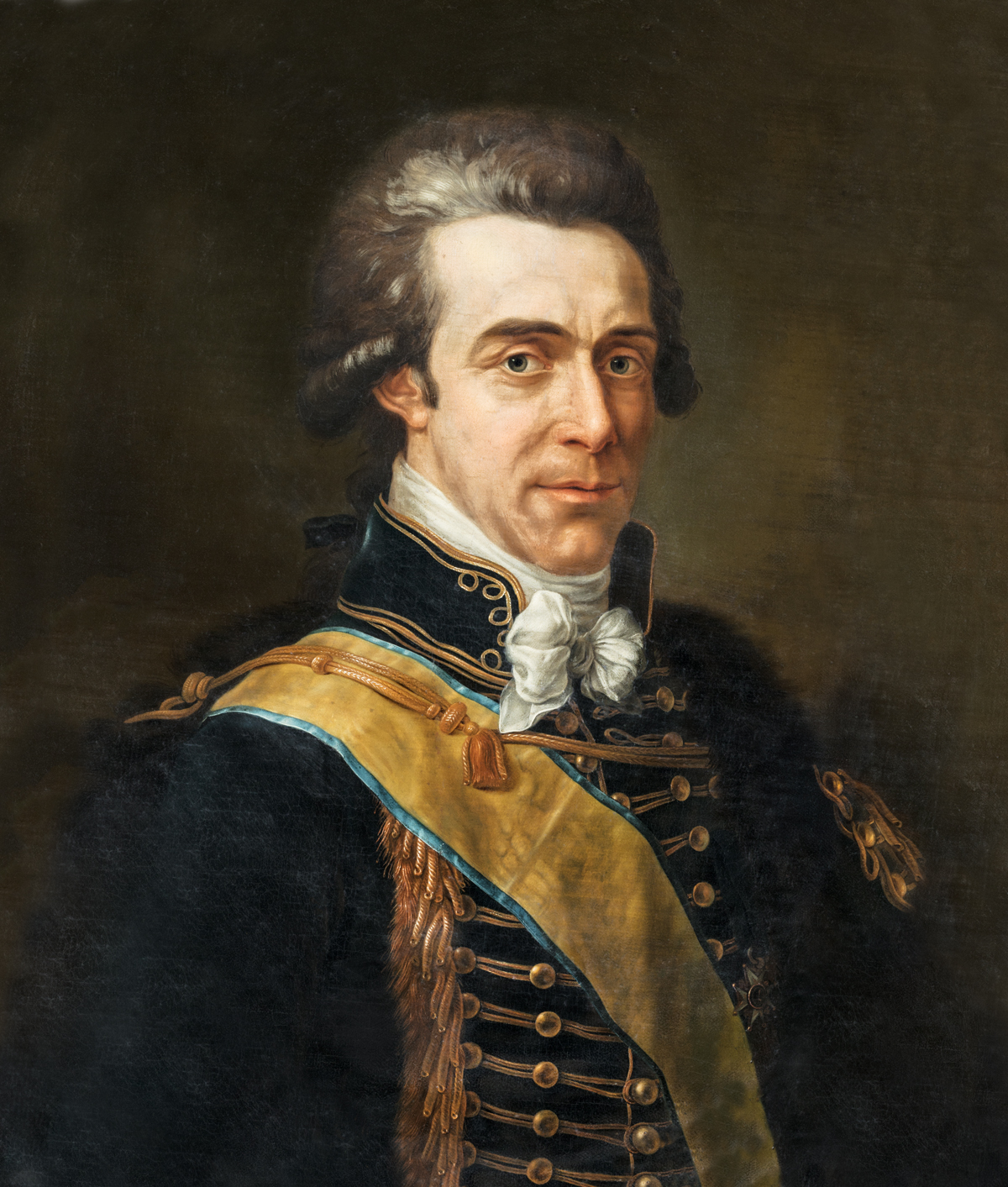
Hans Axel von Fersen

Fersen hielt sich von den Geschehnissen, die Anfang 1809 zur Absetzung Gustavs IV. führten, weitgehend fern. Seine Sympathien lagen auf Seiten des Prinzen Gustav, Sohn des unglücklichen Königs, und man nahm allgemein an, dass er ihn als dessen Nachfolger wünschte. Als der neu gewählte Thronfolger, der beliebte Prinz Christian August von Augustenburg, plötzlich am 28. Mai 1810 in Kvidinge hed, Schonen, starb, gab es das Gerücht, dass er vergiftet worden sei und dass Fersen und seine Schwester, die Gräfin Piper (geb. Sophie von Fersen), Komplizen seien. Die Quelle dieser Behauptung ist nie entdeckt worden. Aber sie wurde von der Anti-Gustav-Presse eifrig aufgenommen, und der gängige Verdacht wurde insbesondere durch in der Nya Posten erschienene Fabel Die Füchse angeheizt, die gegen die Fersens gerichtet war.

## Tod
Am 20. Juni 1810 wurde der Leichnam des Prinzen nach Stockholm überführt. Als Fersen in seiner Eigenschaft als Riksmarskalk den Leichenzug in die Stadt anführte, erschienen dem Volk seine prächtigen Gewänder wie ein offener Hohn über den allgemeinen Kummer. Die Menschenmenge begann zu murren, Steine zu werfen und „Mörder“ zu schreien. Er nahm in einem Haus am Riddarhus-Platz Zuflucht. Um das Volk zu beruhigen und das unglückliche Opfer zu retten, boten sich zwei Offiziere an, ihn zum Senatshaus zu begleiten und ihn dort unter Arrest zu setzen. Die Menge folgte ihm auf dem Weg und schlug ihn mit Stöcken und Schirmen. Kaum hatte er die Stufen zum Eingang bestiegen, schlug sie ihn nieder und trampelte ihn zu Tode. Der Seemann Otto Johan Tandefelt sprang mit beiden Füßen auf Fersens Oberkörper und führte so einen Bruch des Brustkorbs herbei. Diese Gräueltat, die mehr als eine Stunde dauerte, geschah im Beisein von zahlreichen Truppen, die nichts unternahmen, um den Riksmarskalk vor seinen Peinigern zu schützen.
Unter den Umständen muss man die Ansicht von Fersens Zeitgenossen, dem Baron Gustav Armfelt, einnehmen: „Man ist geneigt zu sagen, dass die Regierung dem Volk ein Opfer geben wollte, um damit zu spielen; so wie man einem gereizten wilden Biest etwas vorwirft, um seine Aufmerksamkeit abzulenken. Je mehr ich das alles betrachte, desto sicherer bin ich, dass der Mob am wenigsten damit zu tun hatte … aber in Gottes Namen, wozu die Truppen? Wie konnte so etwas bei helllichtem Tage während eines Umzugs passieren, als Truppen und eine militärische Eskorte anwesend waren?“ Die Verantwortung liegt sicherlich bei der Regierung Karls XIII., die anscheinend vorhatte, die Anhänger Gustavs durch die Beseitigung eines ihrer Hauptanführer einzuschüchtern. Da Armfelt rechtzeitig entkam, wurde Fersen das Opfer.
Bei seinem Tod war von Fersen der höchste Funktionär neben dem König. Die Nachricht über sein Ableben löste landesweite Trauer aus. Von Fersen erhielt ein Staatsbegräbnis.
Einige Monate nach der Ermordung von Fersens wurden alle Verdächtigungen gegen seine Familie, wonach diese in den Tod von Christian August von Schleswig-Holstein-Sonderburg-Augustenburg verstrickt sein sollte, fallengelassen. Seine Schwester Sophie zog sich aus Stockholm zurück und verbrachte den Rest ihres Lebens in der Nähe von Norrköping. Hier ließ sie ihrem Bruder eine Gedenkstätte mit folgender Inschrift errichten:
Åt en oförgätlig broder, mannamodet uti hans sista stunder den 20 juni 1810 vittna om hans dygder och sinnes lugn (Deutsch: „Für einen unvergesslichen Bruder, dessen Tapferkeit in den letzten Momenten des 20. Juni 1810 ein Zeugnis seiner Tugenden und reinen Gewissens waren.“)